# هوا
هوا یا وضع هوا (به انگلیسی: Weather) به وضعیت اتمسفر گفته می‌شود که به عنوان مثال درجه گرم یا سرد، مرطوب یا خشک، آرام یا طوفانی، صاف یا ابری بودن آن را توصیف می‌کند. بر روی زمین، بیشتر پدیده‌های وضع هوا در تروپوسفر رخ می‌دهد که پایین‌ترین لایه اتمسفر زمین است و در زیر لایه استراتوسفر قرار دارد. هوا به دمای روزانه، بارندگی و دیگر شرایط جوّی اشاره دارد، درحالی‌که اقلیم یا آب و هوا اصطلاحی برای بیان میانگین شرایط جوی در دوره‌های زمانی طولانی‌تر است.
هوایی که ما تنفس می‌کنیم مخلوطی از گازهایی از جمله نیتروژن (۷۸٪)، اکسیژن (۲۱٪)، آرگون (۰٫۹٪) و کربن دی‌اکسید (۰٫۰۳٪) است. به حرکت هوا نسیم یا باد گفته می‌شود. وجود هوا برای زیست جانداران هوازی (از حیوانات تا گیاهان و میکروبها) ضروری است.
هوا عبارت از آثار و شرایط و عوارض طبیعی در یک جو (هوا کره یا اتمسفر) معین و در یک دوره زمانی ثابت است. این اصطلاح معمولاً در مورد فعالیت شرایط و اوضاع عوارض طبیعی در یک دوره کوتاه مدت (چند ساعت یا چند روز) به کار می‌رود. برای بیان شرایط بلندمدت، اصطلاحاتی مانند آب و هوا یا اقلیم به کار می‌رود.

## نام شناسی
واژه هوا از فارسی میانه و به همین شکل آمده است.

## عوامل

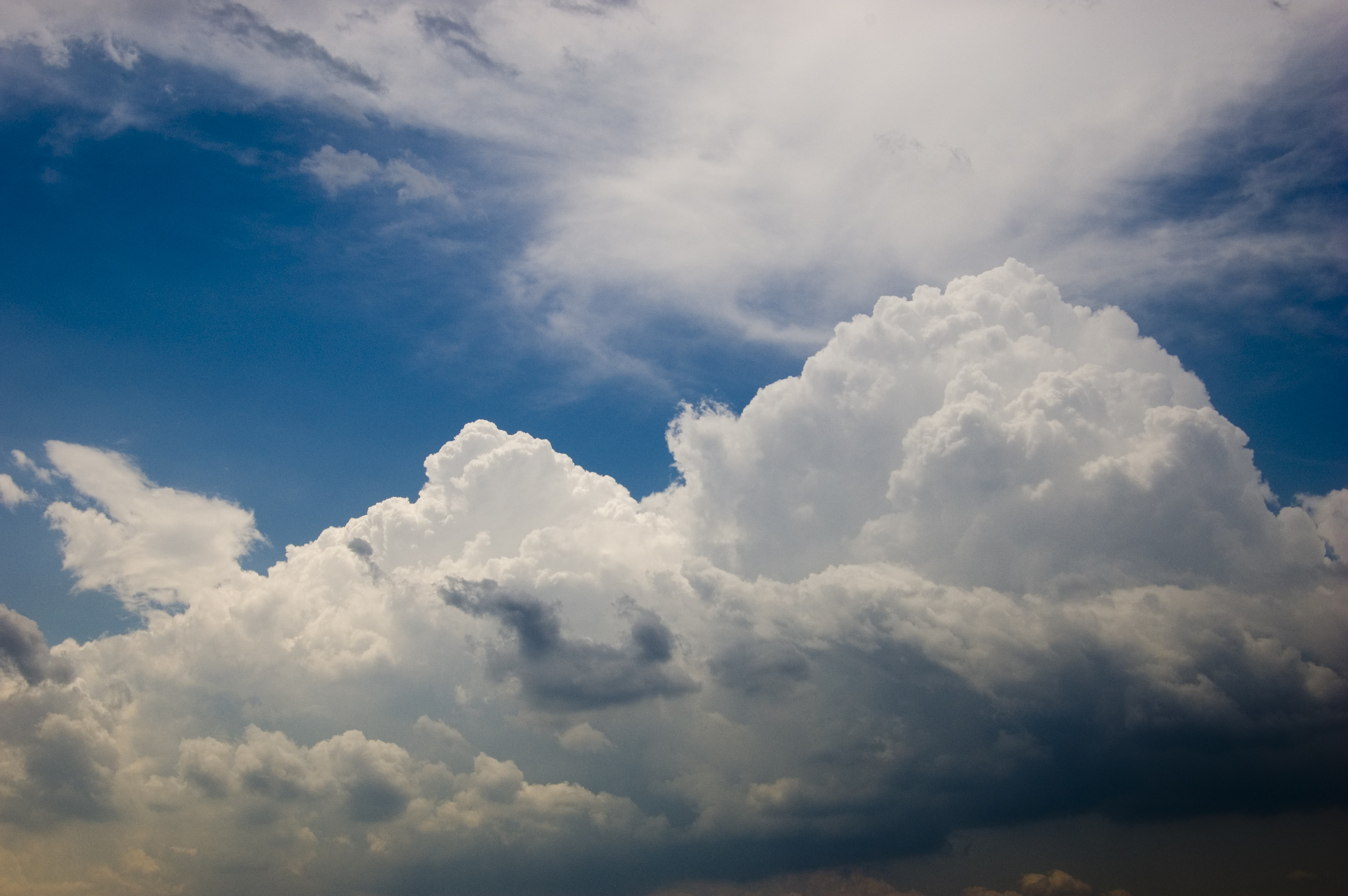
ابر کومولونیمبوس احاطه‌شده توسط ابر پوشن‌کومه‌ای.

پدیده‌های معمول وضع هوای زمین شامل باد، ابر، باران، برف، مه و طوفان گرد و غبار است. حوادث کمتر رایج وضع هوا شامل بلایای طبیعی مانند پیچند، توفند، تیفون و توفان زمستانی است. تقریباً تمام پدیده‌های هوایی آشنا در تروپوسفر (قسمت پایین جوّ) رخ می‌دهند. پدیده‌های وضع هوا در استراتوسفر نیز رخ می‌دهد و می‌تواند بر هوای لایه پایین‌تر در تروپوسفر تأثیر بگذارد، اما سازوکارهای دقیق آن به خوبی مشخص نیست.

## شکل‌دادن به سیاره زمین
هوا یکی از فرایندهای اساسی شکل‌دهنده زمین است. فرایند هوازدگی سنگ‌ها و خاک‌ها را به قطعات کوچک‌تر و سپس به مواد تشکیل‌دهنده آن‌ها تجزیه می‌کند. در هنگام بارش باران، قطرات آب کربن دی‌اکسید هوای اطراف را جذب و حل می‌کند. این کار باعث می‌شود تا آب باران کمی اسیدی شود که به خواص فرسایشی آب کمک می‌کند. سپس رسوبات آزاد شده و مواد شیمیایی می‌توانند در برخی واکنش‌های شیمیایی که می‌تواند سطح را بیشتر تحت تأثیر قرار دهد (مانند باران اسیدی) شرکت کنند و یون‌های سدیم و کلرید (نمک) در دریاها/اقیانوس‌ها نهشته می‌شوند. رسوبات ممکن است به مرور زمان و توسط نیروهای زمین‌شناسی به سنگ‌ها و خاک‌های دیگر تبدیل شوند. به این ترتیب، هوا نقش عمده ای در فرسایش سطح دارد.

## پیش‌بینی

امروزه در بسیاری از روزنامه‌ها، سایت‌ها، خبرگزاری‌ها، تلویزیون‌ها و دیگر وسایل ارتباط جمعی پیش‌بینی وضع هوا نیز گنجانده می‌شود.

پیش‌بینی وضع هوا کاربرد علم و فناوری برای پیش‌بینی وضعیت جوّی زمین برای زمان آینده و مکان معین است. انسان‌ها برای هزاران سال و به‌طور رسمی حداقل از قرن نوزدهم تلاش کرده‌اند تا وضع هوا را به‌طور غیررسمی پیش‌بینی کنند. پیش‌بینی وضع هوا با جمع‌آوری داده‌های کمّیدر مورد وضعیت فعلی جوّ و با استفاده از درک علمی فرایندهای جوّی (هواشناسی) برای پیش‌بینی چگونگی تکامل جوّ انجام می‌شود.
پیش‌بینی وضع هوا زمانی یک تلاش تماماً انسانی بود که عمدتاً بر اساس تغییرات فشار اتمسفری، شرایط وضع هوای فعلی و وضعیت آسمان بود. امروزه از مدل‌های پیش‌بینی برای تعیین شرایط آینده وضع هوا استفاده می‌شود. از سوی دیگر، هنوز برای انتخاب بهترین مدل پیش‌بینی ممکن برای تعیین وضع هوا، که شامل رشته‌های بسیاری است، به ورودی انسانی مانند مهارت‌های تشخیص الگو، ارتباطات از راه دور، دانش عملکرد مدل و دانش سوگیری‌های مدل نیاز است.

## نگارخانه

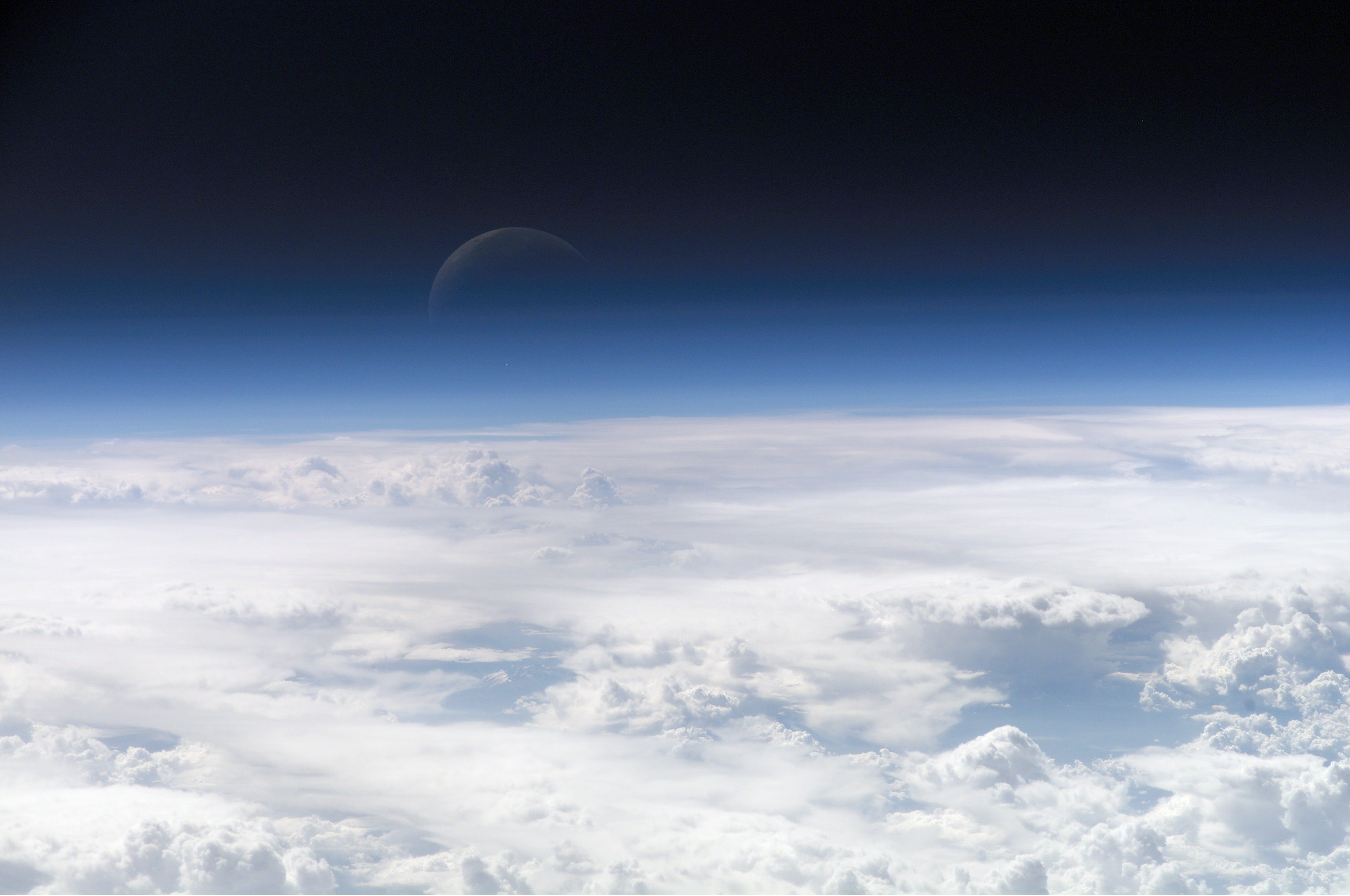
پراکندگی رایلی عامل آبی بودن رنگ آسمان از سطح زمین است. (عکس توسط ایستگاه فضایی بین‌المللی)
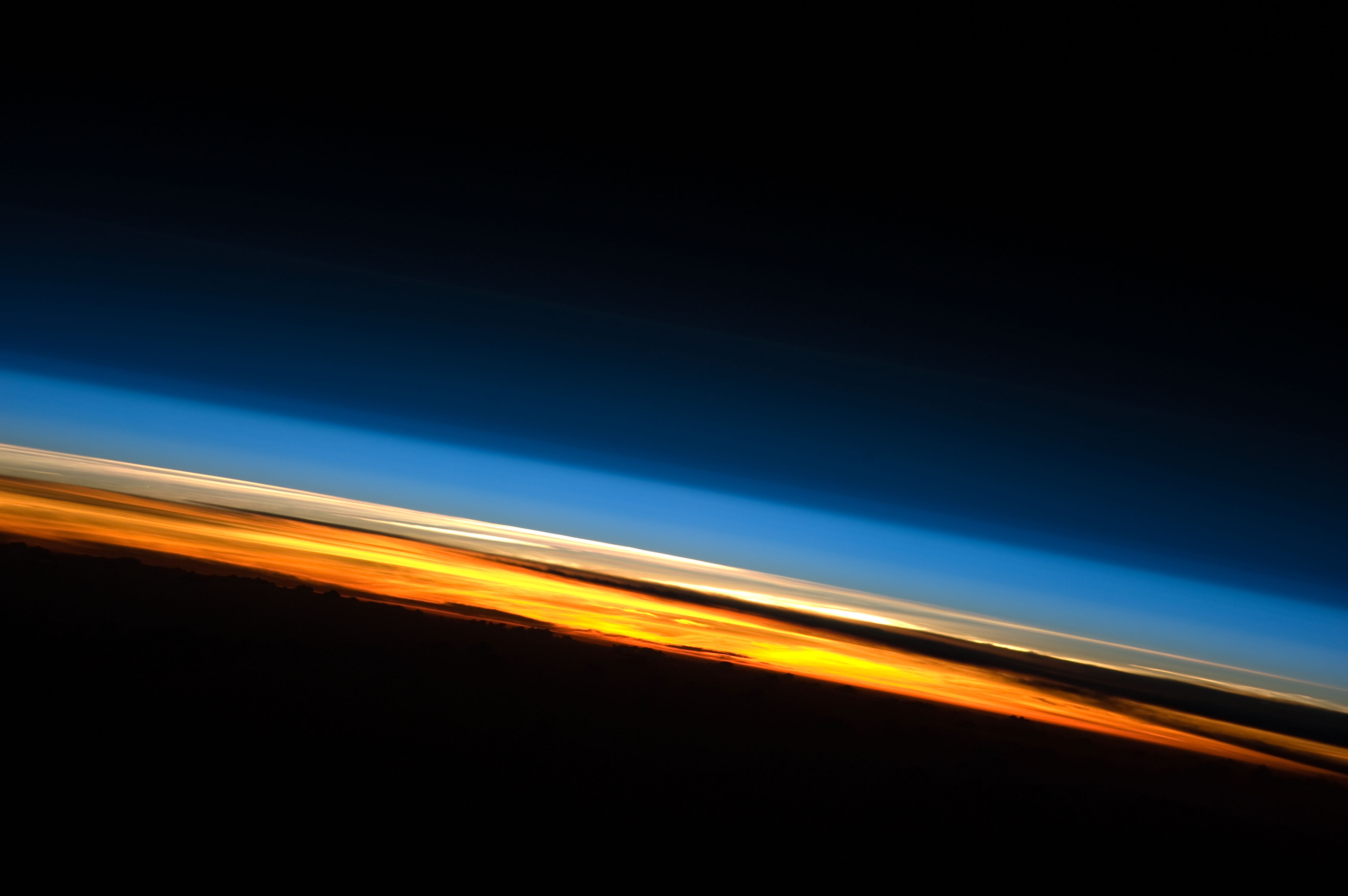
رنگ‌ها تقریباً لایه‌های جو زمین را نشان می‌دهند. (عکس به هنگام غروب آفتاب در اقیانوس هند گرفته‌شده توسط ایستگاه فضایی بین‌المللی)
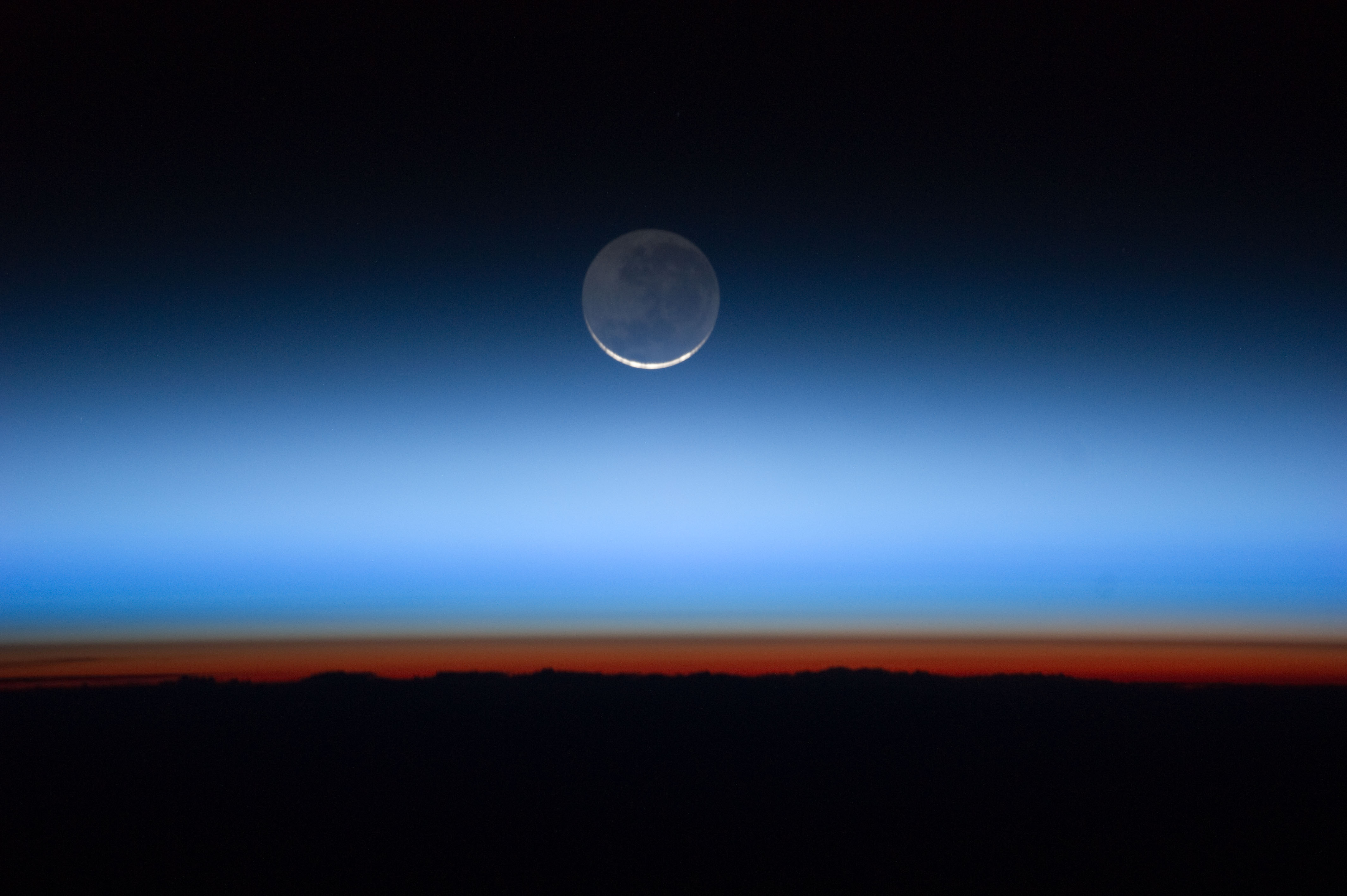
بخش نارنجی رنگ نگاره، تروپوسفر است. تروپوسفر در تروپوپاز (مرز میان نارنجی و آبی) به پایان می‌رسد.
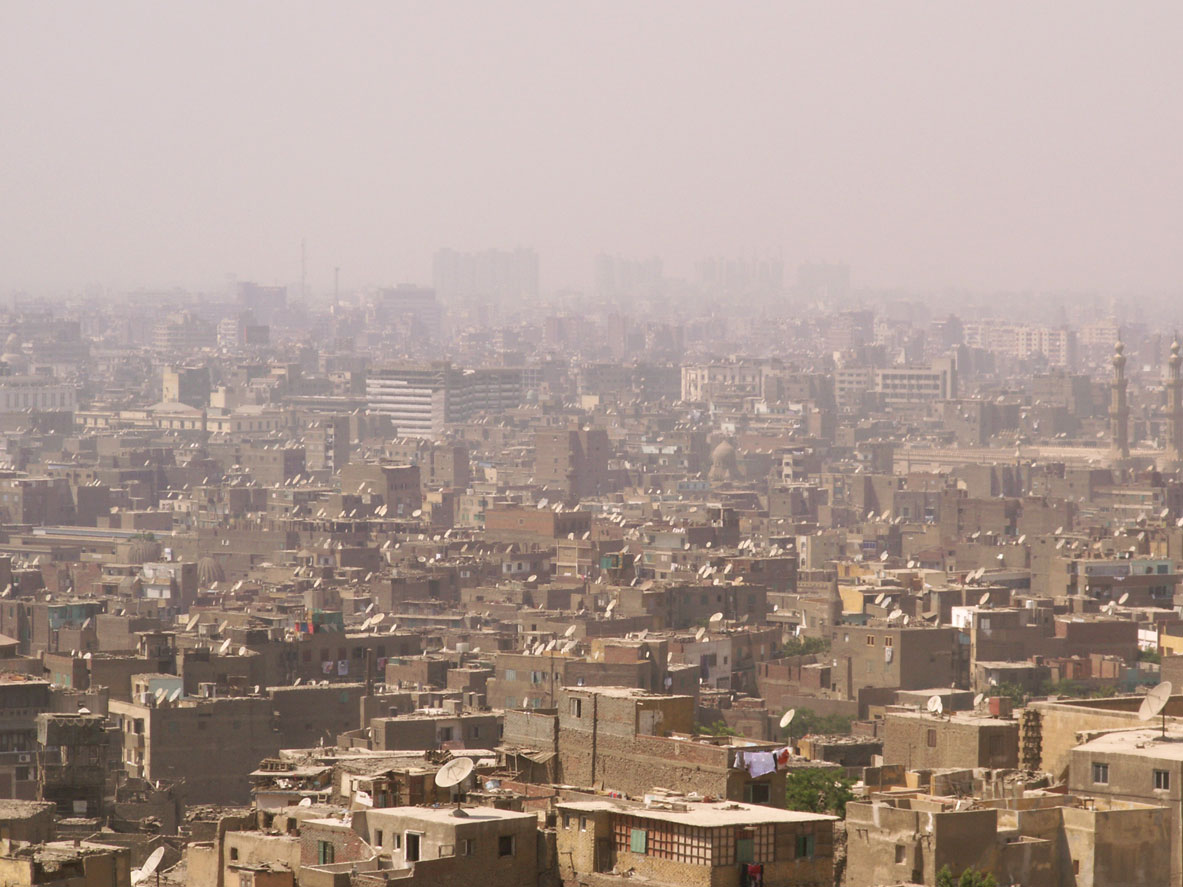
نمایی از شهر قاهره در حالی که مه‌دود در جو آن وجود دارد.